# Eventyret om den gule kuffert
Eventyret om den gule kuffert (russisk: Приключения жёлтого чемоданчика) er en sovjetisk spillefilm fra 1970 af Ilja Fres.

## Medvirkende
- Tatjana Pelttser som Anna Petrovna
- Jevgenij Lebedev
- Andrej Gromov som Petja
- Viktoria Tjernakova som Toma
- Natalja Seleznjova